# Angelos Basinas
Angelos Basinas (griechisch Άγγελος Μπασινάς, * 3. Januar 1976 in Chalkida) ist ein ehemaliger griechischer Fußballspieler, der Kapitän der griechischen Nationalmannschaft war und 2004 mit Griechenland die Europameisterschaft gewinnen konnte.

## Vereinskarriere
Im Alter von zwölf Jahren wechselte Angelos Basinas zu den Jugendakademien von Panathinaikos Athen. 1995 unterschrieb er beim gleichen Verein einen Profivertrag und blieb dort bis September 2005. Mit Panathinaikos konnte Basinas zwei nationale Meisterschaften sowie einen Pokalsieg erringen. Von Januar 2006 bis im Sommer 2008 spielte der im defensiven Mittelfeld aktive Spieler bei RCD Mallorca. Zuvor hatte der Grieche Angebote von Vereinen wie Birmingham City, Olympique Marseille oder Sampdoria Genua. Im Sommer 2008 wechselte er zum griechischen Spitzenklub AEK Athen, verließ diesen allerdings im Februar 2009 bereits wieder und unterschrieb einen Vertrag beim englischen Premierligisten FC Portsmouth.
Zur Saison 2010/11 wechselte er zum AC Arles-Avignon und unterschrieb einen Einjahresvertrag mit Option auf ein weiteres.

## Nationalmannschaftskarriere
Sein Debüt in der Nationalmannschaft gab Basinas im Alter von 22 Jahren am 18. August 1999 bei einem 7:0-Erfolg gegen El Salvador. Mit Griechenland nahm er an der Portugal Europameisterschaft 2004 in Portugal teil, bei der sein Team überraschend den Titel gewinnen konnte.
Basinas war Kapitän der griechischen Nationalmannschaft und führte selbige durch die Fußball-Europameisterschaft 2008, in Österreich und der Schweiz. Dort lief er bei allen drei Spielen als Kapitän auf, konnte aber das enttäuschende Ausscheiden der Griechen nicht verhindern.

## Erfolge
- Griechischer Meister: 1996, 2004
- Griechischer Pokalsieger: 2004
- Europameister: 2004